# Ференц Сечени
Ференц Сечени (на унгарски: Ferenc Széchényi) е унгарски граф от рода Сечени, политик и основател на Националната библиотека Сечени, Унгарската национална библиотека и на Унгарския национален музей. Баща на Ищван Сечени.